# 永島義男
永島 義男（ながしま よしお、1947年4月9日 - ）は日本のコントラバス奏者。東京都杉並区阿佐谷生まれ。

2015年3月まで東京藝術大学教授を務め、永島の助教授時代および教授時代の通算25年間における同大学出身のコントラバス奏者は、ほとんどが弟子にあたる。

## プロフィール
東京藝術大学卒業。在学中に安宅賞を受ける。27歳の時より、母校東京藝術大学で後進の指導を始める。
ソロ、室内楽奏者として、リサイタル、オーケストラとの共演、室内楽、放送、TVなどに数多く出演する。
また、現代音楽にも積極的に取り組み、邦人作品の初演なども数多く行ない1986年に第4回中島健蔵音楽賞を受ける。
これまでに、マン島国際(イギリス)、泉の森国際、ボッテジーニ国際(イタリア クレマ)、宝塚ベガ、栃木コンセールマロニエ、秋吉台、等の国内外のコンクールの審査員も務める。また、中国、韓国、イギリスにてマスタークラスを行なう。2008年パリで開催された、コントラバス連盟世界大会に招待されリサイタルを行なう。

沖縄県立芸術大学客員教授、東京音楽大学講師、中国音楽学院(北京市)、瀋陽音楽学院(瀋陽市)各客員教授、東京藝術大学名誉教授。

## ディスコグラフィー
- 『ヴィルトゥオーゾ・イン・コントラバス』（コスモヴィレッジ　CV-5005G）
- 『コントラバスの煌き』（ADEL. ADLC-0704）
- VHS 『コントラバス　バンドのための楽器奏法入門』基礎編・応用編（音楽之友社、1985年）
- DVD 『管打楽器セミナー(1)コントラバス』（監修）（大蔵書院、2003年）大蔵書院

## 著書
- 『朝錬 コントラバス』（全音楽譜出版社、1996年）
- 『うまくなろう コントラバス』（音楽之友社、2001年）